# 鈴木ひろみ
鈴木 ひろみ（すずき ひろみ、1958年8月18日 - ）は、日本の女優。静岡県出身。希楽星所属。

## 出演

### テレビドラマ
- ウルトラシリーズ
  - ウルトラマンガイア - 洋美の母
  - ウルトラマンコスモス - 草野和代
- コード・ブルー -ドクターヘリ緊急救命-
- ごくせん
- 山おんな壁おんな - 親戚のおばさん
- トップセールス
- BOYSエステ - 伊集院可奈子
- トップキャスター
- 相棒 - スナックママ
- ハゲタカ - 主婦
- 警察署長・たそがれ正治郎3
- 美しい罠
- 怪談新耳袋 中学の同級生（2006年） - 相澤真理子 役
- 不信のとき〜ウーマン・ウォーズ〜 - 女医
- 殺人スタント2 -中年スタント高見沢の推理ロケ-
- デッドエイジ
- 渡る世間は鬼ばかり
- 寝台特急八分間停車
- 赤い霊柩車19
- 小京都飛騨高山殺人事件
- さそり
- 火災調査官・紅蓮次郎
- 松本清張の証言
- よど号ハイジャック事件122時間の真相
- 天体観測
- 古学者佐久間玲子2
- 恋するトップレディ
- 流れ星お銀!事件解決いたします2
- ガラスの仮面
- ナースのお仕事
- 鬼の棲家
- 99年の愛〜JAPANESE AMERICANS〜
- 世界のコワ〜イ女たち ホントにあった!仰天事件簿スペシャル6、ブラマヨ衝撃ファイル 世界のコワ〜イ女たち - 福田和子[2]
- 黒の女教師 第5話 - 松本栞の母親
- 警視庁心理捜査官・明日香3 - 溝畑真知子
- きれいのくに 第2話 - 美容室の客

### 映画
- 涙でいっぱいになったペットボトル
- ゼロの焦点
- 天使の城
- キュアー
- アンドロメディア
- モスラ3 キングギドラ来襲 - 小学生の音楽教師
- ゴジラシリーズ
  - ゴジラ2000 ミレニアム
  - ゴジラ・モスラ・キングギドラ 大怪獣総攻撃 - 民宿の女将[1]
- 催眠
- クロスファイア
- スペーストラベラーズ

### Vシネマ
- 極道な月

### バラエティ
- 松本人志のコントMHK（2011年11月10日）

### CM
- DRcula（株式会社ファーマフーズ、2024年）